# Леонардо, Джованни ди Бона

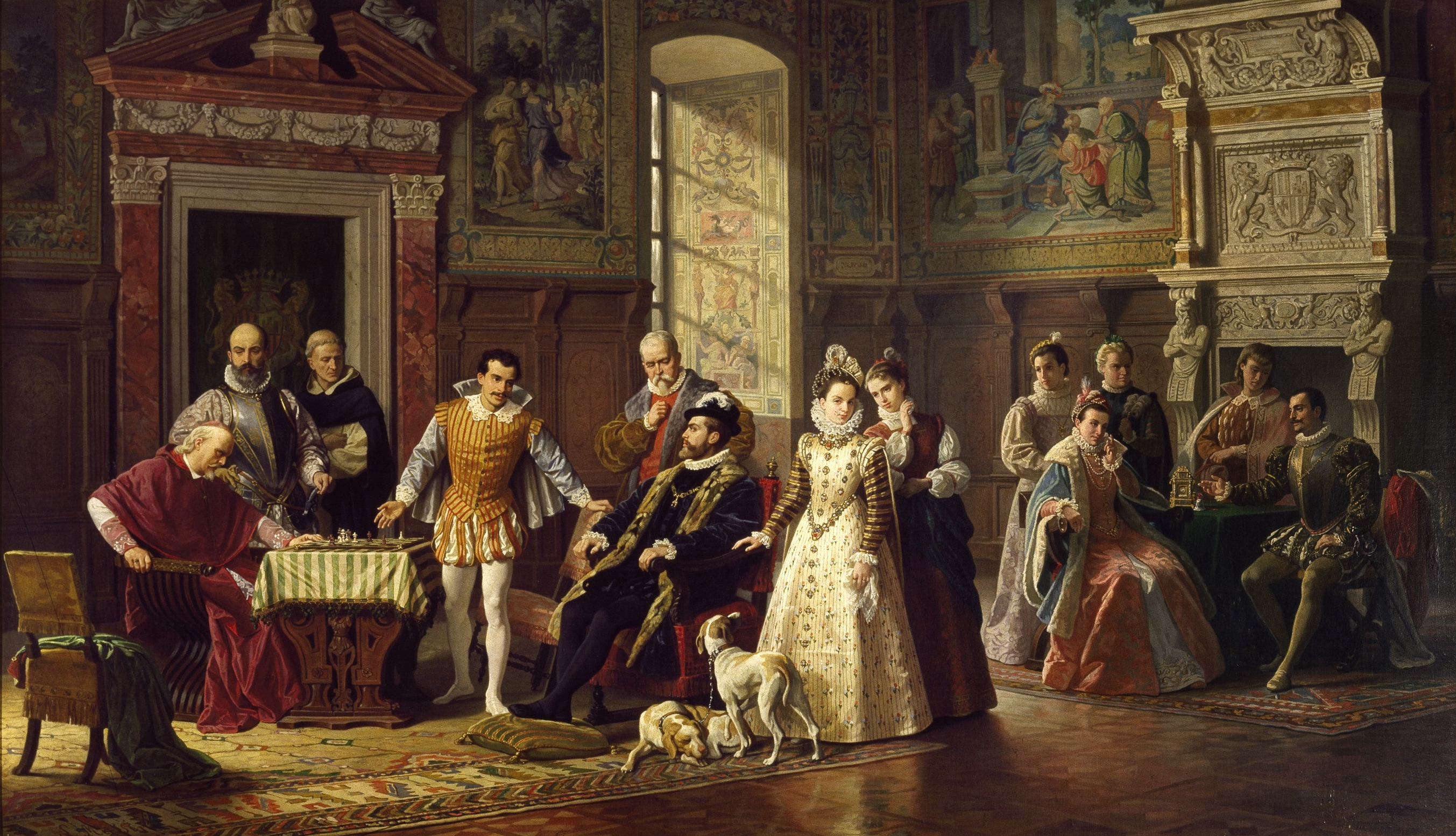
Луиджи Муссини. Джованни Леонардо ди Бона на картине «Шахматный турнир при дворе короля Испании», 1883

Джованни Леонардо ди Бона (по прозвищу Малыш; итал. Giò Leonardo Di Bona или Leonardo Giovanni da Cutro; 1542, Кутро, Калабрия — 1587 Бизиньяно, Калабрия) — итальянский шахматист, один из первых европейских мастеров.

## Биография
Юношей Леонардо приехал в Рим, где заинтересовался шахматами. Там же проиграл несколько партий приехавшему туда Рую Лопесу (1560). В 1574—1575 годах посетил Мадрид, где в присутствии короля Испании Филиппа II выиграл у Руя Лопеса и другого испанского шахматиста Альфонсо Серона. Одно время побывал в Португалии, где при дворе короля Себастьяна выиграл у сильнейшего португальского игрока, настоящее имя которого не сохранилось, а в историю соперник Леонардо вошёл под прозвищем Мавр. Неоднократно участвовал в шахматных поединках с другим итальянским шахматистом — Паоло Бои. После возвращения на родину был отравлен. Как говорили, его отравил неизвестный конкурент — из зависти к славе «шахматного короля».
История жизни Леонардо опубликована А. Сальвио (1634).
Итальянский художник Луиджи Муссини изобразил Джованни Леонардо ди Бона на картине «Шахматный турнир при дворе короля Испании» (1883).